# 烏古廷
烏 古廷（う こてい）は、中華民国の軍人。モンゴル族。後に蒙古聯合自治政府の蒙古軍幹部となった。『最新支那要人伝』によれば、李守信から最も信任が厚い片腕とされ、日本語にも通じていたという。

## 事績
1924年（民国13年）、熱河都統署副官となり、1929年（民国18年）、東北陸軍講武堂を卒業した。この他、中央訓練所でも学んでいる。察東警備軍第4支隊長などを歴任し、1931年（民国20年）、熱河抗日義勇軍司令となった。その後も蒙古地方自治政務委員会委員をつとめている。
1933年（民国22年）、烏古廷は満州国に投降し、興安分省警備司令に任ぜられた。翌年、日本に留学し、陸軍大学校で学んでいる。1936年（民国25年）5月、蒙古聯合自治政府の成立とともにデムチュクドンロブ（徳王）を総司令、李守信を副総司令とする蒙古軍が成立すると、烏古廷は参謀長に任ぜられた。1940年（民国29年）時点でも、陸軍中将・参謀長の地位に引き続き就いている。1945年（民国34年）3月の蒙古軍再編に際して参謀長を辞任した。
蒙古自治邦崩壊後は国民政府への復帰を許され、軍事委員会委員長東北行営参事に任ぜられた。その後も、東北蒙旗復員委員会委員兼熱蒙保安隊前進指揮所主任をつとめている。国共内戦で国民政府が敗退した後における烏古廷の行方は不詳である。

## 注
1. 1 2 3  東亜問題調査会編（1941）、5頁
2. 1 2 3  劉主編（2005）、270頁
3. ↑  郭主編（1990）。